# Ierone (Senofonte)
Ierone (in greco antico: Ἱέρων?, Hiéron) è un opuscolo politico dello scrittore greco antico Senofonte.

## Descrizione
L'opera, a metà fra il genere encomiastico e la trattatistica politica, è strutturata in forma di dialogo fra il tiranno di Siracusa Gerone I e il poeta Simonide, che era stato suo ospite dal 476 a.C.: il poeta, ormai ottantenne, chiede a Ierone di illustrargli le differenze riscontrate fra gli anni in cui era un semplice cittadino e il periodo da monarca, per capire quale sia il regime di vita migliore tra i due. Il dialogo vuole, infatti, mostrare che la vita del tiranno è solo in apparenza priva di preoccupazioni, serena e circondata da tutto ciò che si desideri.